# 데이비드 S. 파머 아레나
데이비드 S. 파머 아레나(David S. Palmer Arena)은 미국 일리노이주 댄빌에 위치한 실내 경기장이다. 현재 FHL 댄빌 대셔스의 홈경기장으로 사용하고 있다.